# 1823 en littérature
| Années de la littérature : 1820 - 1821 - 1822 - 1823 - 1824 - 1825 - 1826    |
| Décennies de la littérature : 1790 - 1800 - 1810 - 1820 - 1830 - 1840 - 1850 |

Cet article présente les faits marquants de l'année 1823 en littérature.

## Événements
1. Groupe littéraire les Amants de la Sagesse à Moscou (Venevitinovn Kukhelbeker, Odoïevski, Kireïevski) : almanach Mnémosyne
2. Ryleïev, Bestoujev : almanach l’Étoile Polaire.
3. La Muse française, périodique romantique.

## Essais
- Ferenc Kölcsey (hongrois) : L’Hymne national.
- Félicité Robert de Lamennais (1817-1823) : Essai sur l’indifférence.
- Lamb : Essais d’Elia, publiés dans le London Magazine entre 1820 et 1825.
- Stendhal, : Racine et Shakespeare.
- J. B. Gail, Géographie d' Hérodote, prise dans les textes grecs, avec Atlas, Treuttel, Würtz et Delamain, Paris

## Romans
1. Honoré de Balzac sous pseudonyme : La Dernière Fée, Jean-Louis ou la fille trouvée, Clotilde de Lusignan ou le beau juif.
2. Lord Byron : Don Juan et l’Âge de bronze.
3. Fenimore Cooper (1823-1841) : Bas de cuir, roman en cinq récits (Le Dernier des Mohicans, La Prairie, Le Tueur de Daims, etc.)
4. Victor Hugo : Han d’Islande.
5. Alphonse de Lamartine : Nouvelles Méditations et la Mort de Socrate.
6. Walter Scott : Quentin Durward.

## Principales naissances
- 31 mars : Alexandre Ostrovski, dramaturge russe († 2 juin 1886, 63 ans).